# Rorgon I. (Maine)
Rorgon I., auch Rorico oder Rorich genannt (* um 770; † 16. Juni 839) war ein neustrischer Adliger, Graf von Rennes und Maine.

## Leben
Rorgon war der Sohn von Gauzlin I., Herr von Maine, und dessen Ehefrau Adeltrude. Er kam um 800 an den Hof Karls des Großen und hatte eine Beziehung mit dessen Tochter Rotrud (775–810), mit der er wahrscheinlich zwei außereheliche Kinder hatte:
- Ludwig (* um 800; † 867), den späteren Abt von Saint-Denis und Kanzler Karls des Kahlen
- Adaltrud, ⚭ Gerhard, Herzog der Auvergne

Später heiratete er eine ansonsten unbekannte Bilchilde, mit der er weitere Kinder hatte:
- Gauzfried († 886), Graf von Maine ⚭ NN
- Bilchilde ⚭ Bernhard von Poitiers (X 844/845; Gellone), ⚭ II. Graf Ramnulf I. (Poitou)
- Gauzlin, Bischof von Paris, Erzkanzler Karls des Kahlen
- Rorgon II. (* um 808; † 865), 839 Graf von Maine
- Gauzbert II., Graf von Maine

Ludwig der Fromme belehnte ihn 819 mit der Grafschaft Rennes. Im Jahr 824 gründete er die Abtei Saint-Maur de Glanfeuil. Graf von Maine wurde er im Jahre 832.
Nach ihm wird die Familie der ersten Grafen von Maine Rorgoniden genannt.